# Abbeville (Luisiana)
Abbeville es una ciudad en la parroquia de Vermilion en el estado estadounidense de Luisiana. En el Censo de 2010 tenía una población de 12257 habitantes y una densidad poblacional de 777,85 personas por km².

## Geografía
Abbeville se encuentra ubicada en las coordenadas 29°58′28″N 92°7′37″O / 29.97444, -92.12694. Según la Oficina del Censo de los Estados Unidos, Abbeville tiene una superficie total de 15.76 km², de la cual 15.66 km² corresponden a tierra firme y (0.64%) 0.1 km² es agua.

## Demografía
Según el censo de 2010, había 12257 personas residiendo en Abbeville. La densidad de población era de 777,85 hab./km². De los 12257 habitantes, Abbeville estaba compuesto por el 50.03% blancos, el 41.03% eran afroamericanos, el 0.26% eran amerindios, el 5.18% eran asiáticos, el 0% eran isleños del Pacífico, el 1.49% eran de otras razas y el 2.01% pertenecían a dos o más razas. Del total de la población el 3.14% eran hispanos o latinos de cualquier raza.